# Biblioteca i Arxius de Canadà
Biblioteca i Arxius del Canadà (en anglès, Library and Archives Canada (ALC) i en francès, Bibliothèque et Archives Canada) és una institució federal del Govern del Canadà, creada per llei el 2004, a conseqüència de la fusió de la Biblioteca Nacional i l'Arxiu Nacional del Canadà, que té per objecte adquirir, preservar i difondre els documents i bibliografia que reflecteixen el patrimoni documental del Canadà, ser el dipòsit permanent de publicacions governamentals i dels documents dels seus arxius amb valor històric, facilitar la gestió de la informació i coordinar els serveis de les biblioteques de les institucions governamentals, i donar suport al desenvolupament de les biblioteques i arxius del país.

## Història
En 1824 es forma la Literary and Historical Society of Quebec, la qual, després de la Confederació en 1867, pressionarà per tal d'aconseguir un arxiu nacional on recollir i conservar els documents relatius a la història del Canadà. En 1872, després de diverses peticions d'un arxiu nacional, el Parlament encarrega a Douglas Brymner (responsable de l'Arxiu del Departament d'Agricultura) un programa de localització i còpia dels documents històrics de la Gran Bretanya i les seves províncies per construir l'arxiu nacional del Canadà. El 1897 un incendi arrasa un bloc del Parlament i destrueix un part dels seus documents conservats inadequadament per la inexistència d'un edifici oficial per als arxius. El 1903 es fusionen les funcions de Guardià de Registres (Departament de Secretari d'Estat) i l'Arxiver del Domini (Departament d'Agricultura) i el 1904 Arthur G. Doughty és nomenat per aquest càrrec, ocupant-se, com encara passa avui en dia, tant del manteniment de registres relatius a les operacions del dia a dia del govern, com dels documents d'importància històrica o cultural per al país. El 1906 s'acaba la construcció de l'edifici dels Arxius Públics. El 1912 una Llei d'Arxius estableix els Arxius Públics del Canadà com un departament independent. Per altra banda, el 1953 es crea la Biblioteca Nacional del Canadà. Des d'aquest mateix moment, s'ha requerit als editors canadencs l'enviament de còpies de totes les seves obres a la Biblioteca Nacional. Finalment, el 2004 l'Arxiu Nacional i la Biblioteca Nacional es fusionen i acaben formant Biblioteca i Arxius del Canadà.